# Symphoromyia currani
Symphoromyia currani är en tvåvingeart som beskrevs av Emery Clarence Leonard 1931. Symphoromyia currani ingår i släktet Symphoromyia och familjen snäppflugor.
Artens utbredningsområde är Connecticut. Inga underarter finns listade i Catalogue of Life.